# Campionato di calcio della Palestina/Eretz Israele 1937-1938
Il Campionato di calcio della Palestina/Eretz Israele 1937-1938 è stata la 6ª edizione del campionato di calcio del Mandato britannico della Palestina (poi divenuto campionato israeliano di calcio, dopo la fondazione di Israele nel 1948).
Analogamente alle edizioni precedenti, le statistiche del campionato 1937-1938 sono lacunose, e neppure l'IFA ne dispone di ufficiali.
L'Hapoel Tel Aviv si afferma campione nazionale, ma, come accertato dalle ricerche eseguite nel 2002 dalla Rec.Sport.Soccer Statistics Foundation, il campionato venne interrotto per l'intensificarsi della grande rivolta araba (scoppiata nel 1936) e mai terminato. Al momento dell'interruzione, l'Hapoel Tel Aviv era in testa alla classifica, ma la PFA (corrispondente all'attuale IFA) non lo riconobbe ufficialmente campione nazionale.

## Verdetti
- Titolo 1937-1938 non assegnato